# Build the Earth
Build the Earth (BTE) là một dự án dành riêng cho việc tạo ra mô hình Trái Đất tỷ lệ 1:1 trong trò chơi điện tử thế giới mở Minecraft.

## Lịch sử

Kết xuất từ trên không của dự án Xây dựng Trái Đất trên Bản đồ Thế giới Airocean đã được sửa đổi

Build The Earth được tạo bởi YouTuber PippenFTS vào tháng 3 năm 2020 như một nỗ lực hợp tác nhằm tái tạo Trái Đất trong trò chơi điện tử Minecraft. Trong một video trên YouTube, PippenFTS đã kêu gọi những người tiềm năng tham gia tái tạo các cấu trúc nhân tạo trên một mô hình thô sơ của địa hình Trái Đất. Máy chủ Discord đã được tạo để giúp điều phối dự án và đã thu hút hơn một trăm nghìn người dùng vào tháng 4 năm 2020.
Nhà phát triển của Minecraft Mojang Studios đã giới thiệu dự án trên trang web của họ vào Ngày Trái Đất 2020. Vào tháng 7 năm 2020, YouTuber MrBeast đã phát hành một video trong đó anh và 50 người khác xây dựng quê hương của mình ở Raleigh, Bắc Carolina trong dự án.

## Phần mềm
Dự án Build The Earth chủ yếu phụ thuộc vào hai mod của Minecraft về chức năng: Cubic Chunks và Terra++. Cubic Chunks loại bỏ giới hạn của Minecraft trong việc xây dựng các công trình vượt quá một độ cao nhất định. Terra++ sử dụng thông tin từ các dịch vụ dữ liệu địa lý, chẳng hạn như OpenStreetMap, để tự động tạo địa hình và dễ dàng trong quá trình xây dựng. Dự án ban đầu sử dụng mod Terra 1-với-1 thay vì Terra++. PippenFTS nói rằng "đối với mod Cubic Chunks phá vỡ các giới hạn về chiều dọc của Minecraft, giờ đây chúng ta có thể trải nghiệm Trái Đất trong Minecraft, giống như nó vốn có, mà không cần giảm quy mô dưới bất kỳ hình thức nào."